# محمد علي ضد جو فريزر
جو فريزر ضد محمد علي وتعرف أيضاً بـ نزال القرن، كانت مباراة ملاكمة للوزن الثقيل بين جو فرايزر (26-0، 23 KOs)بطل رابطة الملاكمة العالمية والمجلس العالمي للملاكمة وبطل The Ring للوزن الثقيل ضد محمد علي (31-0، 25 KOs) بطل الوزن الثقيل السابق، أقيمت المباراة يوم الاثنين 8 مارس 1971 في ماديسون سكوير غاردن في مدينة نيويورك.
صنفت هذه المباراة بأنها «نزال القرن» ويصنفها الكثيرون على أنها أكبر مباراة ملاكمة في التاريخ ويمكن القول إنها الحدث الرياضي الأكثر توقعًا وإعلانًا على الإطلاق. كانت هذه هي المرة الأولى على الإطلاق التي قاتل فيها ملاكمان لم يهزموا أو احتفظوا بلقب الوزن الثقيل العالمي بعضهم البعض على هذا اللقب.
حاز النزال على جاذبية واسعة للعديد من الأمريكيين، بما في ذلك المشجعين غير الملاكمة وغير الرياضيين. محمد علي الذي جردته سلطات الملاكمة من ألقابه لرفضه الخضوع لمشروع حرب فيتنام أصبح رمزًا للجمهور المناهض للمؤسسة خلال نفيه الذي فرضته حكومته من الحلبة، بينما كان فريزر تم تبنيه من قبل الجمهور المؤيد للحرب.
فاز فرايزر في 15 جولة بقرار إجماعي. كانت الأولى من بين ثلاث نزالات تلاها نزال أخر عام (1974) وونزال مانيلا (1975)، وكلاهما فاز بهما محمد علي.

## الخلفية
في عام 1971 كان كل من علي وفرازير أبطالًا لم يهزموا وكان علي بطل العالم للوزن الثقيل سابقاً بعد أن تغلب على سوني ليستون في ميامي بيتش عام 1964، ونجح في الدفاع عن حزامه حتى تم تجريده من قبل سلطات الملاكمة لرفضه الانضمام إلى القوات المسلحة في عام 1967.
في غياب علي فاز فرايزر بحزامين للبطولة من خلال بطولات الإقصاء حيث أطاح باستر ماتيس وجيمي إليس ليحل محل علي كبطل العالم المعترف به. كان فريزر مساويًا لمستوى علي، مما خلق قدرًا هائلاً من الضجيج والترقب لمباراة بين المقاتلين غير المهزومين ضد بعضهما البعض لتحديد من هو بطل الوزن الثقيل الحقيقي.
كانت مقاعد الحلبة 150 دولارًا (959) وحصل كل رجل على 2.5 مليون دولار. بالإضافة إلى الملايين الذين شاهدوا على شاشات البث ذات الدائرة المغلقة حول العالم، كانت الحديقة مليئة بحشد من بيع 20455 شخصًا وفرت بوابة بقيمة 1.5 مليون دولار (9585456).
قبل إجباره على التسريح من العمل، أظهر علي سرعة وخفة حركة غير مألوفتين لرجل في حجمه. لقد سيطر على معظم خصومه لدرجة أنه توقع في كثير من الأحيان الجولة التي سيطرد فيها خصمه. في أكتوبر 1970، خرج من جيري كواري في ثلاث جولات في أول مباراة له بعد غياب دام ثلاث سنوات ونصف. ومع ذلك، في معركته التالية، الأخيرة التي سبقت معركة فريزر، كافح علي في بعض الأحيان خلال الجولة الخامسة عشر من TKO لأوسكار بونافينا، وهو مقاتل أرجنتيني غير تقليدي أعده مدرب Hall of Fame جيل كلانسي. في 4 مارس 1971 حلقة من برنامج ديك كافيت، تنبأ هوارد كوزيل وجو لويس وجيمي بريسلين بشكل صحيح أنه بسبب فترة إقالة علي الطويلة، سينتصر فريزر.

## تفاصيل النزال
في مساء المباراة، ساد جو ماديسون سكوير غاردن شبيهة بأجواء السيرك، مع عشرات من رجال الشرطة للسيطرة على حشد المشجعين الذين يرتدون ملابس فظيعة وعدد لا يحصى من المشاهير، من نورمان ميلر إلى وودي آلن. غير قادر على شراء مقعد بجانب الحلبة، التقط فرانك سيناترا صورًا لمجلة لايف بدلاً من ذلك. تحدث نيلسون مانديلا، الذي كان في السجن في جنوب إفريقيا خلال هذه المعركة، عن مدى حماسة الجميع لهذه المعركة. رسم الفنان ليروي نيمان علي وفرازير أثناء قتالهما. خدم بيرت لانكستر كمعلق ملون لبث الدائرة المغلقة. على الرغم من أن لانكستر لم يعمل كمعلق رياضي من قبل، فقد تم تعيينه من قبل مروج القتال، جيري بيرنشيو، الذي كان أيضًا صديقًا. كان المعلقون الآخرون هم مذيع الملاكمة الشهير دون دنفي [ وبطل الملاكمة السابق للوزن الخفيف ومنافس الوزن الثقيل آرتشي مور. تم بيع المعركة، وبثها عبر دائرة مغلقة، إلى 50 دولة في 12 دولة لغات عبر المراسلين الموجودين في الصف الأول في الحلبة لجمهور يقدر بنحو 300 مليون، وهو رقم قياسي للمشاهدة لحدث تلفزيوني في ذلك الوقت. اندلعت أعمال الشغب في عدة أماكن حيث أوقفت مشكلات فنية غير قابلة للحل البث في عدة مدن في الجولة الثالثة. وعلى الرغم من عدم السماح بالتغطية الإذاعية الحية للقتال نفسه بموجب شروط الترويج، فقد بثت شبكة راديو Mutual المعركة ليلة 8 مارس، مع المذيعين فان باتريك وتشارلز كينج، جنبًا إلى جنب مع العديد من المعلقين الرياضيين الآخرين، يتم عرض الملخصات التفصيلية فور ظهورها عبر خدمات الأسلاك UPI و AP.
كان حكم القتال هو آرثر ميركانتي، الأب، الذي أمضى الليلة في تفكيك حسم علي وإمساك فرايزر خلف رأسه. بعد المعركة، قال ميركانتي، وهو حكم مخضرم في مئات المباريات: «ألقى كلاهما بعضًا من أفضل اللكمات التي رأيتها على الإطلاق».
تجاوزت المعركة نفسها توقعات العديد من المشجعين وقطعت مسافة البطولة الكاملة المكونة من 15 جولة. سيطر علي على الجولتين الأوليين، متخللًا على Frazier الأقصر بضربات تشبه سيف ذو حدين رفعت الكدمات على وجه البطل. في الثواني الأخيرة من الجولة الثالثة، ارتبط فرايزر بخطاف هائل بفك علي. بدأ فرايزر بالسيطرة في الجولة الرابعة، حيث اصطاد علي بالعديد من خطافاته اليسرى الشهيرة وقام بتثبيته على الحبال لتوجيه ضربات هائلة على الجسم.
بدا علي متعبًا بشكل واضح بعد الجولة السادسة، وعلى الرغم من أنه جمع بعض اللكمات بعد تلك الجولة، إلا أنه لم يكن قادرًا على الحفاظ على السرعة التي حددها في الثلث الأول من القتال. في الدقيقة 1 و 59 ثانية من الجولة الثامنة، بعد خطافه الأيسر النظيف بفك علي الأيمن، أمسك فرايزر بمعصمي علي وأرجح علي في منتصف الحلبة؛ ومع ذلك، أمسك علي على الفور بفرازير مرة أخرى حتى تم فصلهما مرة أخرى من قبل ميركانتي.
أمسك فرايزر علي بخطاف أيسر في تسع ثوانٍ في الجولة 11. بعد جزء من الثانية، كان علي ينزلق على الماء في زاوية فرايزر، وسقط بقفازات وركبته اليمنى على القماش. خطى ميركانتي بين علي وفرازير، وفصل بينهما كما قام علي. مسح ميركانت قفازات علي ولوح «لا ضربة قاضية». في 18 ثانية من الجولة 11، أشار ميركانتي إلى المقاتلين للاشتباك مرة أخرى. مع اقتراب الجولة 11، أذهل فرايزر علي بخطاف يسار. تعثر علي وتمسك به في Frazier للحفاظ على توازنه وتعثر أخيرًا إلى الحبال قبل أن يرتد إلى الأمام مرة أخرى إلى Frazier ويمسك بفرازير حتى تم فصل المقاتلين بواسطة Mercante في الساعة 2:55 في الجولة.
بالتقدم إلى الجولة 15، كان لدى جميع القضاة الثلاثة فريزر في الصدارة (7-6-1، 10-4-0، و8-6-0)، وأغلق فرايزر بشكل مقنع. في وقت مبكر من الجولة، هبط فريزر خطافًا يسارًا وضع علي على القماش. قام علي، الذي انتفخ فكه بشكل ملحوظ، بالعد لأربعة وتمكن من الوقوف على قدميه لبقية الجولة على الرغم من الضربات العديدة الرائعة من فرايزر. بعد بضع دقائق، جعل الحكام الأمر رسميًا: احتفظ فرايزر باللقب بقرار إجماعي، مما تسبب في خسارة علي المهنية الأولى.

## نتائج الجولات
«ف» تشير إلى فريزر

«ع» تشير إلى محمد علي

| مستدير            | 1 | 2 | 3 | 4 | 5 | 6 | 7 | 8 | 9 | 10 | 11 | 12 | 13 | 14 | 15 | المجموع           |
| ----------------- | - | - | - | - | - | - | - | - | - | -- | -- | -- | -- | -- | -- | ----------------- |
| عرتي عيدالا (قاض) | ع | ع | ف | ف | ف | ف | ف | ع | ع | ف  | ف  | ف  | ع  | ع  | ف  | فريزر، 9-6-0      |
| بيل ريشت (قاضي)   | ف | ع | ف | ف | ع | ف | ف | ف | ع | ف  | ف  | ف  | ف  | ع  | ف  | فريزر، 11 - 4 - 0 |
| آرت ميركانت (حكم) | ع | ع | ف | ف | ف | ع | ع | ف | ع | ع  | ف  | ه  | ف  | ف  | ف  | فريزر، 8-6-1      |

## نسبة المشاهدة والأرباح
تم بث المعركة على الهواء مقابل المشاهدة مباشرة على تلفزيون المسرح في الولايات المتحدة، حيث سجلت رقمًا قياسيًا بـ 2.5 تم بيع مليون تذكرة في أماكن مغلقة، بإجمالي 45 million دولار أمريكي. كما تم عرضه في دائرة مغلقة في منتصف الليل في مسارح لندن، حيث سجل رقمًا قياسيًا مع 90.000 تذكرة، بإجمالي 750.000 دولار. مجتمعة، بيعت المعركة 2.59 مليون تذكرة في الولايات المتحدة ولندن، بإجمالي 45٫75 million دولار أمريكي (300 million دولار أمريكي معدلة حسب التضخم).

## ما بعد النزال
رفض علي الاعتراف علنًا بالهزيمة وسعى إلى تعريف النتيجة في أذهان الجمهور على أنها «قرار الرجل الأبيض». خسر فرايزر اللقب بعد 22 شهرًا، عندما سقط ست مرات في الجولتين الأوليين على يد جورج فورمان في فترة وجيزة ولكن مدمرة في يناير. 22، 1973، مباراة اللقب في كينغستون، جامايكا.
انقسم علي على مباراتين مع كين نورتون في عام 1973 واعتبره الكثيرون في حالة انحدار هبوطي قبل فوزه في مباراة العودة - علي فرايزر الثاني - في يناير 1974. في شهر أكتوبر من ذلك العام، صدم علي العالم بانتصاره في كينشاسا، زائير، على فورمان المفضل بشدة لاستعادة لقب الوزن الثقيل في The Rumble in the Jungle.
واصل علي في وقت لاحق هزيمة فريزر في مباراته الثالثة والأخيرة، The Thrilla في مانيلا. بحلول وقت إعادة المباريات، استقر المناخ الاجتماعي في أمريكا، مع انتهاء حرب فيتنام في أوائل عام 1973. رفض الكثيرون فكرة أن علي كان خائنًا، وتم قبوله مرة أخرى كبطل للوزن الثقيل. الأشخاص الذين دعموا فريزر لأسباب سياسية وعرقية في المباراة الأولى حتى يتمكنوا من رؤية علي يتعرض للضرب، كانوا أقل إفراطًا وتخلوا عنه بعد أن خسر بطولته. بدون نفس الانقسام الاجتماعي، مع عدم معرفة ما إذا كان علي يمكن أن يستعيد ما يكفي من عظمته السابقة للسيطرة على فترة ما بعد التسريح، أجيب جزئيًا، وبدون قوة دفع بطلان لم يهزم أحدهما الآخر للمرة الأولى، لا الثاني ولا الثالث. من شأن المطابقة تحقيق الضجيج غير المسبوق للأول.